# Колонна Константина
Коло́нна Константи́на (тур. Çemberlitaş Sütunu — «опоясанная колонна») — римская триумфальная колонна, расположенная на площади Чемберлиташ в Стамбуле, Турция. Установлена в 328 году на форуме Константина и торжественно открыта в день основания Константинополя в 330 году. Высота — 34.8 м, материал — порфир.

## История
Колонна была построена в 328 году императором Константином I Великим (пр. 306—337), который основал на месте древнего Византия (в дальнейшем именуемого Константинополем) новую столицу Римской империи. Установленная на III холме Константинополя, колонна должна была тем самым напоминать о Риме, стоящем на семи холмах, и символизировать связь старой столицы империи с «Новым Римом».
Торжественное открытие колонны состоялось 11 мая 330 года. Оно представляло собой смешение христианских и языческих традиций: во время церемонии освящения новой столицы, император в присутствии христианских церковных иерархов и высших представителей языческих жрецов собственноручно замуровал под основание колонны топорище от топора Ноя, кресало Моисея и остатки хлебов Иисусовых, а также палладиум — деревянную статуэтку Афины Паллады из Трои, одно время хранившуюся в Риме. На вершину колонны была установлена золотая статуя Константина.
На протяжении своей истории колонна постоянно подвергалась разрушению под воздействием землетрясений и пожаров. В 416 году, император Феодосий II (пр. 408—450) приказал укрепить колонну железными скобами. Во время землетрясения 600—601 годов статуя Константина обрушилась, сама колонна также сильно пострадала. При императоре Ираклии (пр. 610—641) статую восстановили. В 1106 году, при Алексее I (пр. 1081—1118) статуя снова пострадала от попадания молнии. Лишь в правление императора Мануила I (пр. 1143—1180) сооружение было приведено в порядок, однако в 1150 году во время сильного шторма статуя снова обрушилась, в этот раз повлёкши с собой ещё и три верхних барабана колонны. После этого император водрузил на место статуи Константина большой крест, а на верхний барабан нанёс надпись: «Благочестивый Мануил укрепил священное произведение искусства, пострадавшее под воздействием времени». Вплавленный в статую гвоздь из Креста Господня был изъят из статуи императора и передан на хранение в храм Богородицы Фаросской на территории Большого дворца к востоку от форума Константина.
В 1204 году колонна сильно пострадала от бесчинств крестоносцев, вторгшихся и разграбивших город в ходе Четвёртого крестового похода. Фундамент был ослаблен штольней, прорытой с целью поиска реликвий. Захватчики вырвали из колонны бронзовые кольца-венки, а также содрали с её основания барельеф. Предполагается, что это была скульптура «Четыре тетрарха», ныне находящаяся в соборе Святого Марка в Венеции. Считается, что на ней изображены императоры-соправители периода тетрархии, либо наследники Константина Великого. Также существует мнение, что этот барельеф находился не на форуме Константина, а на площади Филадельфион к западу от него.
Крест был убран с вершины колонны турками-османами спустя всего несколько дней после взятия ими Константинополя в 1453 году.
В 1779 году, после сильнейшего пожара, уничтожившего всё в окру́ге, по приказу султана Абдул-Хамида I (пр. 1774—1789), почерневшая и растрескавшаяся колонна была укреплена железными обручами, а основание — бандажной кладкой. С тех пор европейцы стали называть её «обожжённой колонной», в то время как турки предпочитают называть её «скалой с обручами» («Чемберлиташ»). Первоначальное основание колонны сегодня находится на глубине 2,5 м под землёй.
В наши дни колонна Константина является важнейшим памятником римской архитектуры в Стамбуле. Её нынешняя высота составляет 34,8 м. С 1955 года она реставрировалась: трещины в порфире были заделаны, а металлические скобы обновлены в 1970-х годах. В 1985 году памятники исторической части Стамбула, включая колонну Константина, были включены в список Всемирного наследия ЮНЕСКО. В период с 2004 по 2009 годы колонна снова подвергалась реставрации.

## Описание
Колонна была воздвигнута в центре овального форума Константина (ныне площадь Чемберлиташ), находившегося сразу же за городскими стенами древнего Византия. Общая высота сооружения составляла около 37-38 м. Нынешняя высота — 34.8 м.
Ствол колонны высотой 25 м состоял из семи порфировых барабанов — блоков цилиндрической формы диаметром 2.9 м. Они были охвачены железными обручами и бронзовыми позолоченными венками из лавровых листьев. Восьмой верхний барабан был мраморным. Далее шла мраморная капитель, на абаке которой стояла золотая статуя императора Константина в образе бога Аполлона в венце из семи лучей. В этот венец был вплавлен гвоздь от Животворящего Креста, на котором был распят Христос, поэтому жители города одно время называли этот памятник «колонной гвоздя». В правой руке императора находился шар-держава, в левой — вероятно, лабарум с христианской символикой.
Колонна стояла на пятиметровом основании из порфира в виде усечённой правильной четырёхступенчатой пирамиды, в верхней части которой был вырезан барельеф. На это указывает рисунок немецкого художника Мельхиора Лориха, созданный в 1561 году. Основание также было украшено надписью, где император Константин обращался к Иисусу с просьбой оберегать его город.
Снизу колонну окружал сводчато-арочный тетрапилон, вмещавший святилище: как утверждают, здесь хранились останки крестов двух разбойников, на которых они были распяты рядом с Иисусом Христом на Голгофе, затем корзины, оставшиеся после Чуда умножения хлебов и рыбы, и сосуд с миром, которым пользовалась Мария Магдалина, омывая ноги Христу. В конце IX века к колонне была пристроена часовня Святого Константина, составившая единый архитектурный ансамбль с тетрапилоном.
Помимо рисунка Лориха, сохранился ещё один рисунок колонны Константина, датированный 1574 годом и хранящийся в библиотеке колледжа Святой Троицы в Кембридже.

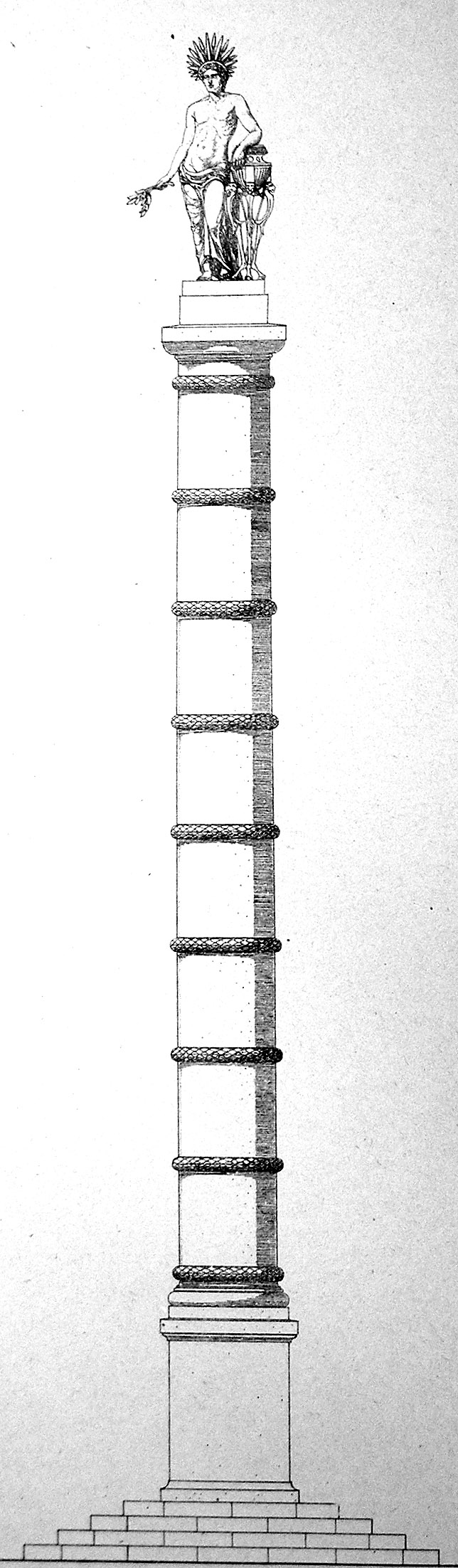
Реконструкция колонны. Гурлитт, 1912.
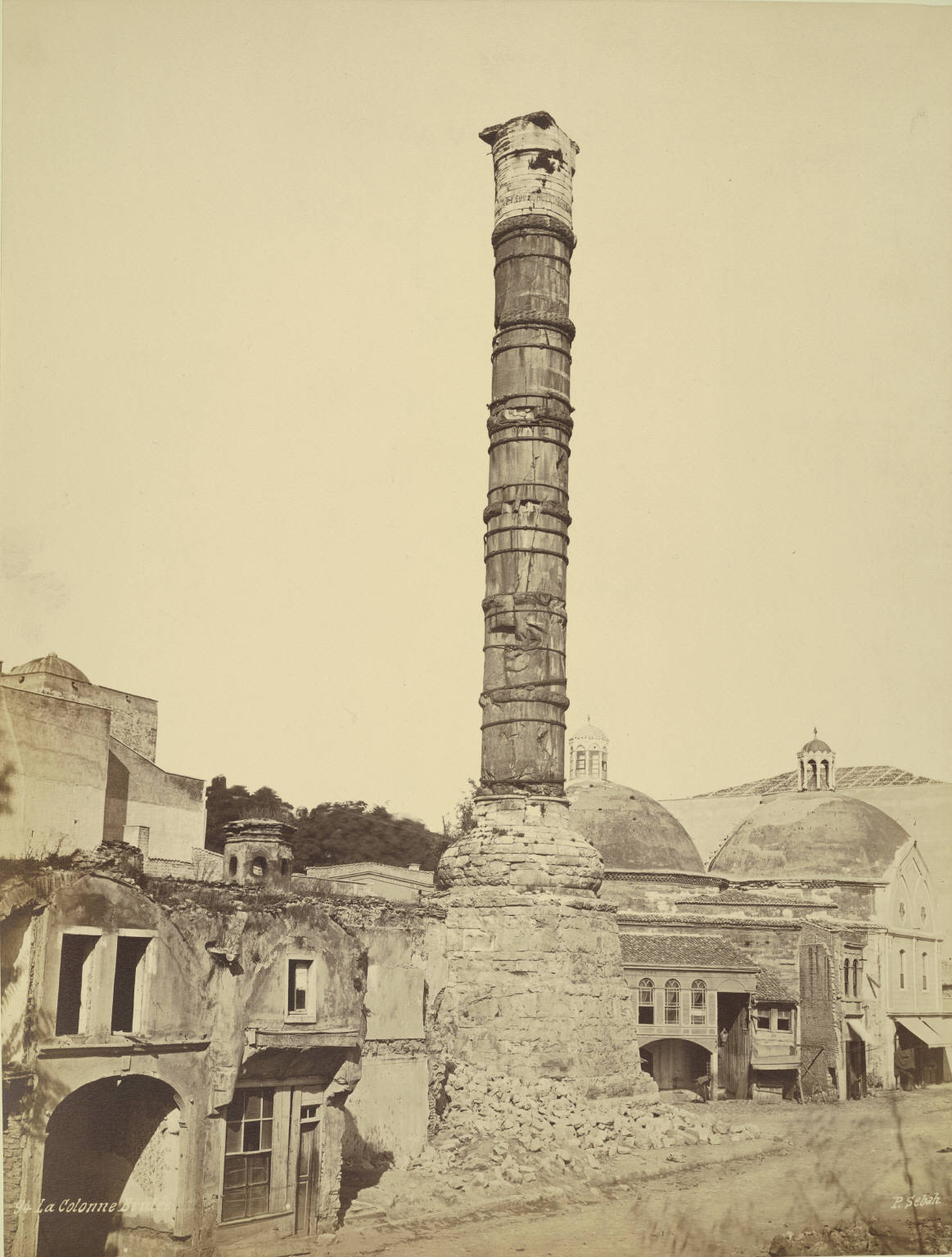
Колонна около 1870 года
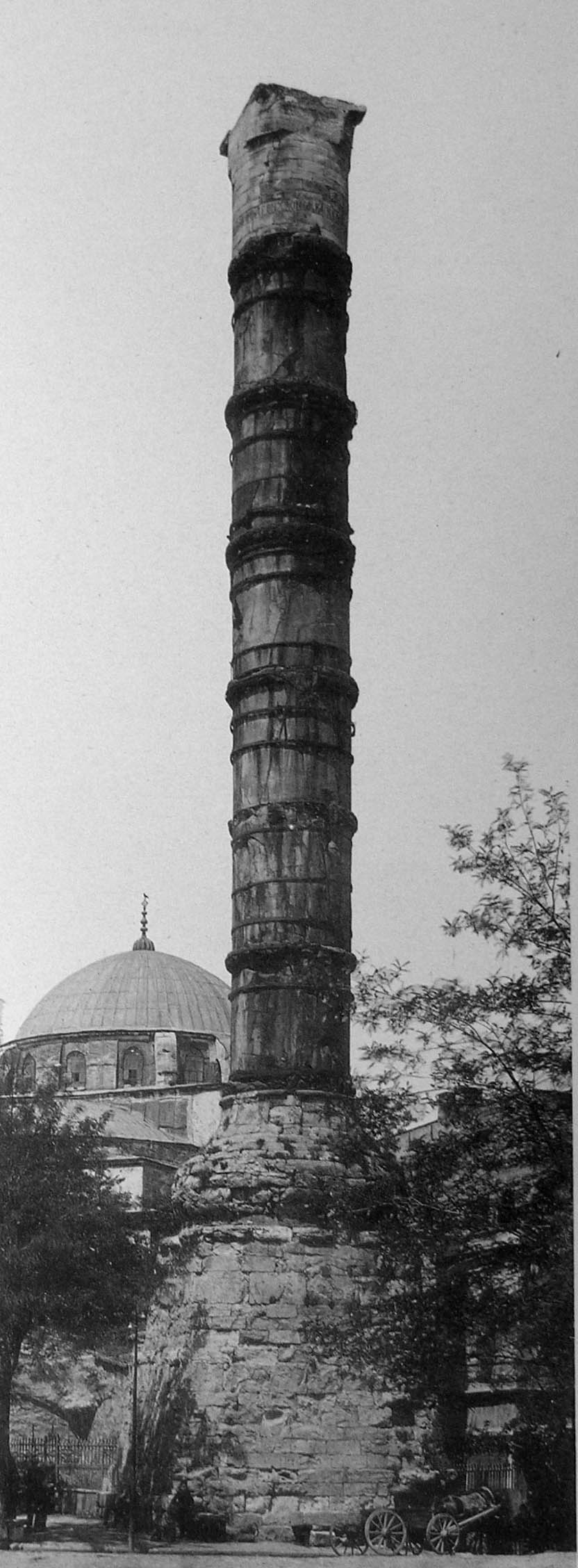
Колонна в 1912 году
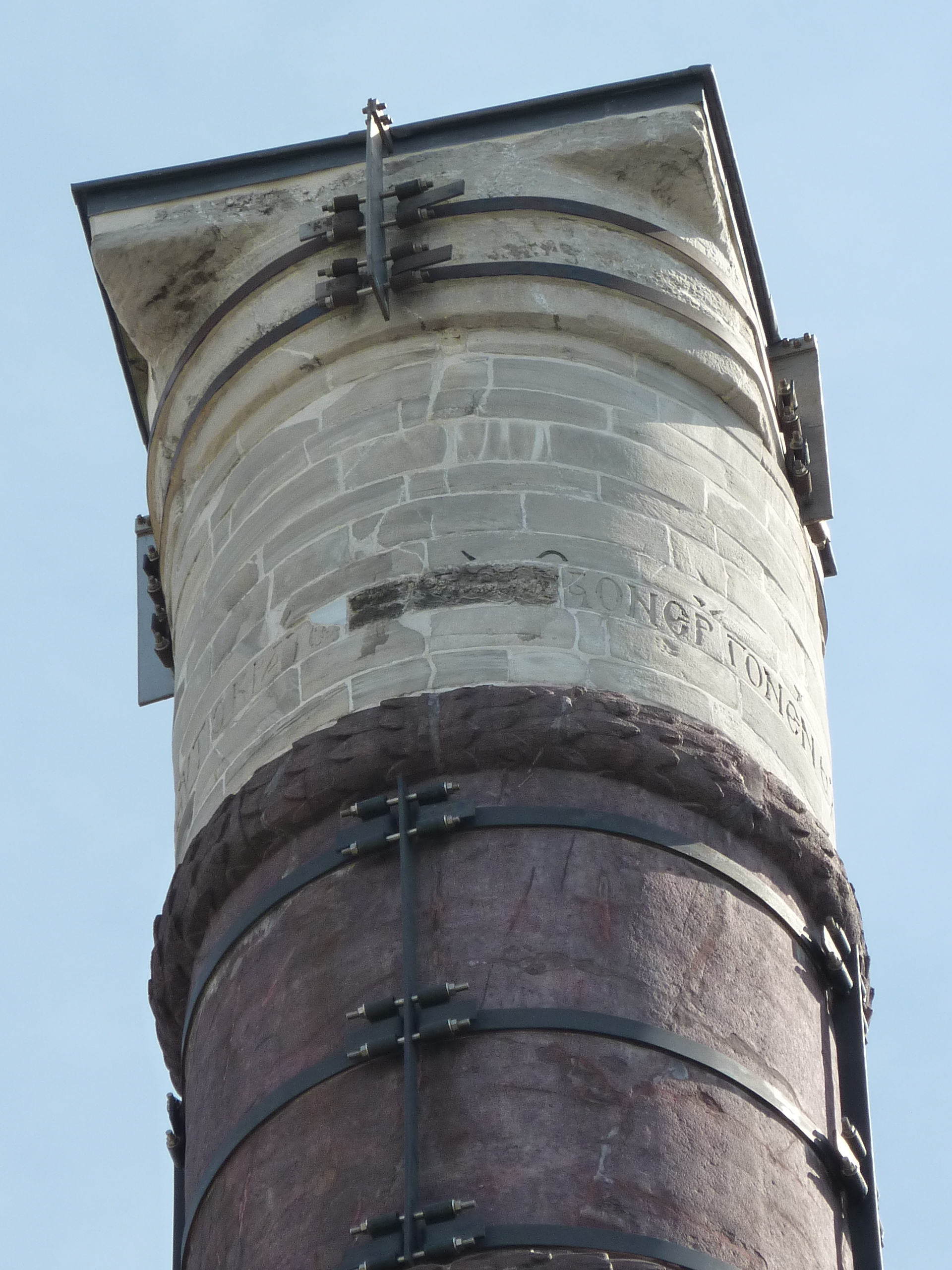
Надпись XII века на верхнем барабане колонны
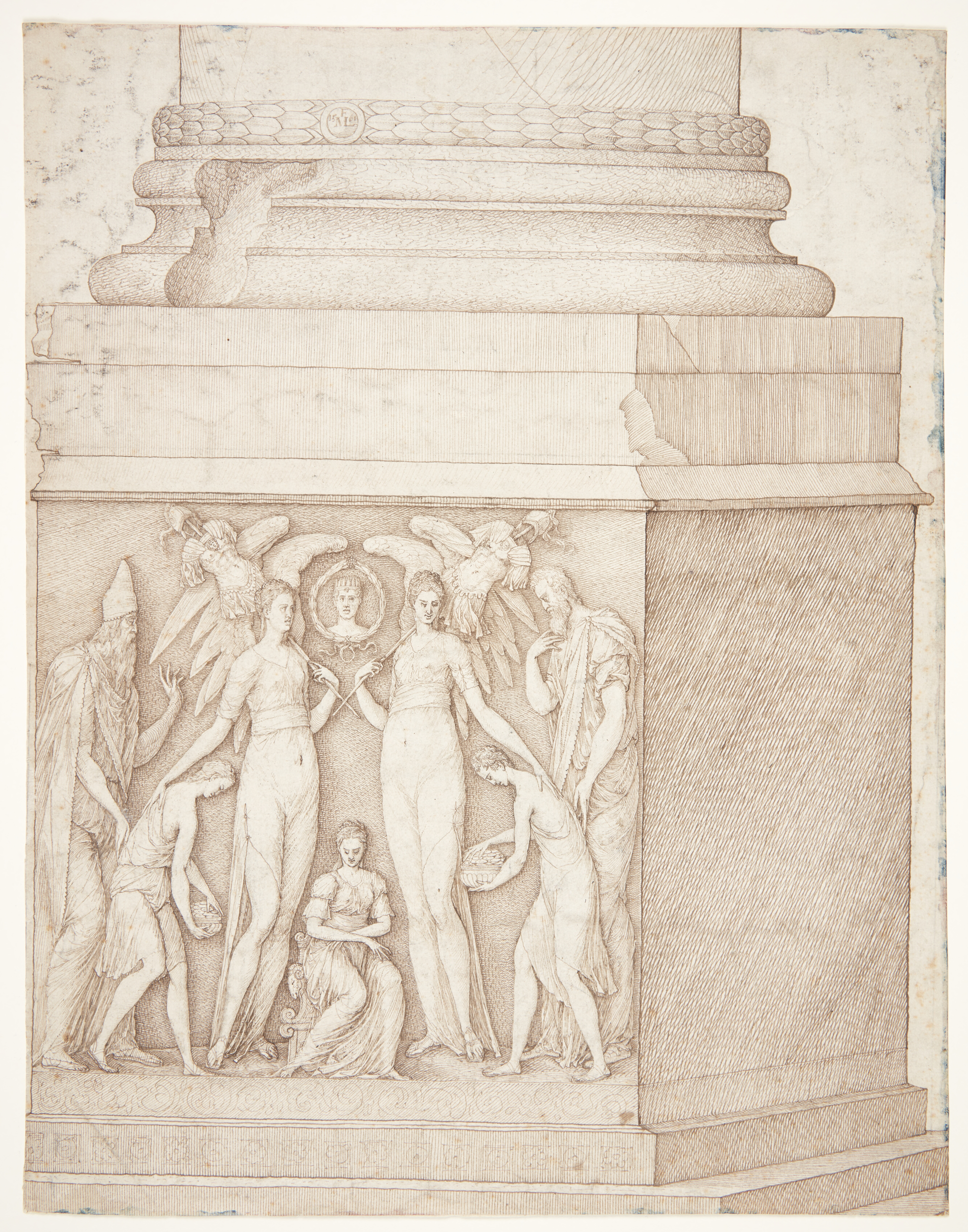
Барельефы на северной стороне колонны. Рисунок 1561 года.

## Другая колонна Константина
В Константинополе, точнее в его пригороде, существовала ещё одна колонна имени Константина. Эта памятная (не триумфальная) колонна была установлена на Военном поле (по-гречески «Евдом» (букв. «седьмой»)) в семи милях от Константинополя ближе к заливу Золотой Рог, где в конце V века возник столичный XIV район Влахерны. Это место известно тем, что здесь традиционно короновались восточные римские императоры. Памятная колонна Константина была установлена в 330 году; её увенчивала конная позолоченная статуя императора. На высоком пьедестале имелась надпись, выражающая императору благодарность сената и народа за деятельность на благо государства. После 1204 года её судьба неизвестна. Рядом на Военном поле находилась ещё одна мемориальная колонна, известная в народе как «золотая колонна», воздвигнутая в честь основания Нового Рима.

## Комментарии
1. ↑  В таком же виде император изображался на монетах вплоть до 326 года.